# Nectoliparis
Nectoliparis is een monotypisch geslacht van straalvinnige vissen uit de familie van de slakdolven (Liparidae).

## Soort
- Nectoliparis pelagicus Gilbert & Burke, 1912